# ستيفن تيدجا
ستيفن تيدجا (بالإنجليزية: Stephen Tedja)‏ لاعب كرة قدم نيجيري ، ولد في (7 ديسمبر 1991) .
لعب سابقاً لأندية مسيمير والسد في قطر كلاعب مقيم .

## روابط خارجية
- ستيفن تيدجا على موقع قاعدة بيانات كرة القدم.إي يو (الإنجليزية)
- ستيفن تيدجا على موقع Soccerway.com (الإنجليزية)